# Миргородський Олексій Вікторович
Олексій Вікторович Миргородський (10 жовтня 1985 — 2022) — український військовослужбовець, підполковник Повітряних сил Збройних сил України, учасник російсько-української війни. Кавалер ордена «За мужність» III ступеня (2022, посмертно).

## Життєпис
Олександр Миргородський народився 10 жовтня 1985 року.
Закінчив Харківський національний університет Повітряних Сил імені Івана Кожедуба. Після закінчення вишу став льотчиком-штурманом вертолітної ланки однієї з авіаційних бригад Повітряних сил Збройних сил України. Через два роки служби Олексій був змушений залишити льотну роботу через стан здоров'я.
Завдяки неймовірним зусиллям та шаленому бажанню офіцер повернувся до крилатого строю, відновивши льотні навички як льотчик-штурман вертольота. За неймовірно короткий строк він пройшов теоретичну підготовку та склав відповідні заліки. Отримав допуск до польотів у складі екіпажу, удень та вночі, у простих та складних метеоумовах, а також до ведення бойових дій. Окрім того, здобув кваліфікацію льотчика-інструктора.
Російсько-українську війну Олексій Миргородський зустрів досвідченим авіатором. А вже виконуючи завдання в районі проведення АТО й ООС, офіцер здійснив майже 90 спеціально-бойових вильотів, рятуючи поранених, здійснюючи пошуково-рятувальне забезпечення, перевозив війська та бойову техніку.
На посаді командира льотчик здійснив майже 200 польотів.

### Російське вторгнення в Україну 2022
У лютому 2022 року екіпаж майора Миргородського одним із перших почав вражати бойову техніку та живу силу противника. Сотні знищених окупантів та десятки розбитих одиниць броньованої й спецтехніки ворога на Харківщині, Луганщині та Донеччині — такий результат бойової роботи екіпажу Мі-8.
Саме екіпаж майора Миргородського спільно з піхотою вибили російських загарбників із висоти 213 на Харківщині та взяли під контроль низку населених пунктів. Окрім того, зупинили прорив ворожих військ у районі Золотарівки на Луганщині.
Залишилася дружина, син та доньки, батьки і брат.

## Нагороди
- орден «За мужність» III ступеня (17 серпня 2022, посмертно) — за особисту мужність і самовіддані дії, виявлені у захисті державного суверенітету та територіальної цілісності України, вірність військовій присязі[1];
- орден «За мужність» III ступеня (1 червня 2022) — за особисту мужність і самовіддані дії, виявлені у захисті державного суверенітету та територіальної цілісності України, вірність військовій присязі[2].

## Військові звання
- підполковник (2022, посмертно);
- майор.